# Noddy no País dos Brinquedos
Noddy in Toyland (Noddy no País dos Brinquedos no Brasil e em Portugal) é uma série de desenho animado infantil co-produzida entre a Brown Bag Films e a Chorion, baseada na personagem Noddy pela Enid Blyton. A série foi exibida pela primeira vez, no Reino Unido, em 2009, no Channel 5.
Em Portugal, a série foi transmitida pela RTP2 através do programa Zig Zag, e mais tarde foi exibida pela Canal Panda, com dobragem em português. Estranhamente, no Canal Panda, a série era incorretamente referida por "Noddy na Cidade dos Brinquedos". Este erro foi corrigido por volta de agosto de 2010.
No Brasil, a série foi transmitida pela Discovery Kids entre 2011 e 2012. A dublagem brasileira foi realizada pela Vox Mundi. Não se sabe muito sobre tal dublagem, tendo até agora só duas vozes conhecidas da dublagem (Nicholas Torres como Noddy e Maíra Paris como Splash), além disso era uma dublagem desconhecida e perdida.

## Episódios
1. O Pincel Mágico
2. Noddy e a gelatina gigante
3. As fotográfias da Ursa Teresa
4. Bola de bebé aparece pra brincar
5. O Jogo das Escondidas do Sabe-Muito
6. O Sr. Lei perde o Riso (O Guarda Riso perde o Riso no Brasil)
7. O Turbulento e o Comando
8. A Cidade Dominó
9. O Dia da Tarte de Groselha
10. O Piquenique Músical da Ursa Teresa
11. O Dia Pegajoso do Noddy
12. O Piquenique Surpresa para o Sr. Lei
13. Volta, Lili (Volta, Lindy no Brasil)
14. Feliz Aniversário, Teresa
15. O Circo do Noddy
16. Turbulento, o Invisível
17. Noddy e o Grande Desfile
18. As Calças Supervelozes
19. Noddy salva a patinagem disco
20. O Teste do Sonso
21. Os Duendes Invisíveis
22. Noddy e o Ladrão do Arco-Íris
23. A horta da Teresa não para de crescer
24. Os duendes vêm brincar
25. Maré Alta
26. O Expresso Duende
27. A Grande Construção do Noddy
28. Noddy e o Suga Som
29. Um grande salvamento do Noddy
30. Noddy e o Cuco
31. Um aniversário para o Sabe-Muito
32. Teresa e as Abelhas
33. Vamos dançar, Noddy!
34. O Desfile de Moda das Bonecas de Papel
35. Yo Ho Noddy
36. A Veloz Assobiadeira Encantada
37. As Brincadeiras dos Piratas
38. O Dia da Mãe da Sra. D. Xadrez
39. Noddy está ocupado
40. A Teresa e as Madalenas
41. Problemas a dobrar
42. Noddy e o Farol
43. Busca, Turbulento, Busca
44. O outro Génio da Gelatina
45. Os Xadrezinhos e o Boomerang
46. A Metódica vem para ficar
47. Sabe-Muito e os Duendes
48. Noddy e o Puzzle (Noddy e o Quebra-Cabeça no Brasil)
49. Diversão Gelada
50. Uma Ama para os Xadrezinhos
51. O Malhadinho e as Bonecas de Papel
52. Noddy e os dentes perdidos (Noddy e a Dentadura Perdida no Brasil)

## Versão portuguesa
- Tradução: Helena Florêncio
- Vozes: Ana Luís Martins, Ana Catarina Afonso, Tiago Retrê, Paulo Jorge Cabral de Figueiredo, Carlos Macedo, Paula Fonseca, Paula Pais, Joel Constantino
- Produção: Antônio França

## Versão brasileira
- Vozes: Nicholas Torres, Maíra Paris
- Estúdio: Vox Mundi